# Tajuria deudaix
Tajuria deudaix är en fjärilsart som beskrevs av William Chapman Hewitson. Tajuria deudaix ingår i släktet Tajuria och familjen juvelvingar. Inga underarter finns listade i Catalogue of Life.